# Saint-Cyr (Haute-Vienne)
Pour les articles homonymes, voir Saint-Cyr.
Saint-Cyr est une commune française située dans le département de la Haute-Vienne, en région Nouvelle-Aquitaine.
Elle est intégrée au parc naturel régional Périgord-Limousin.

## Géographie

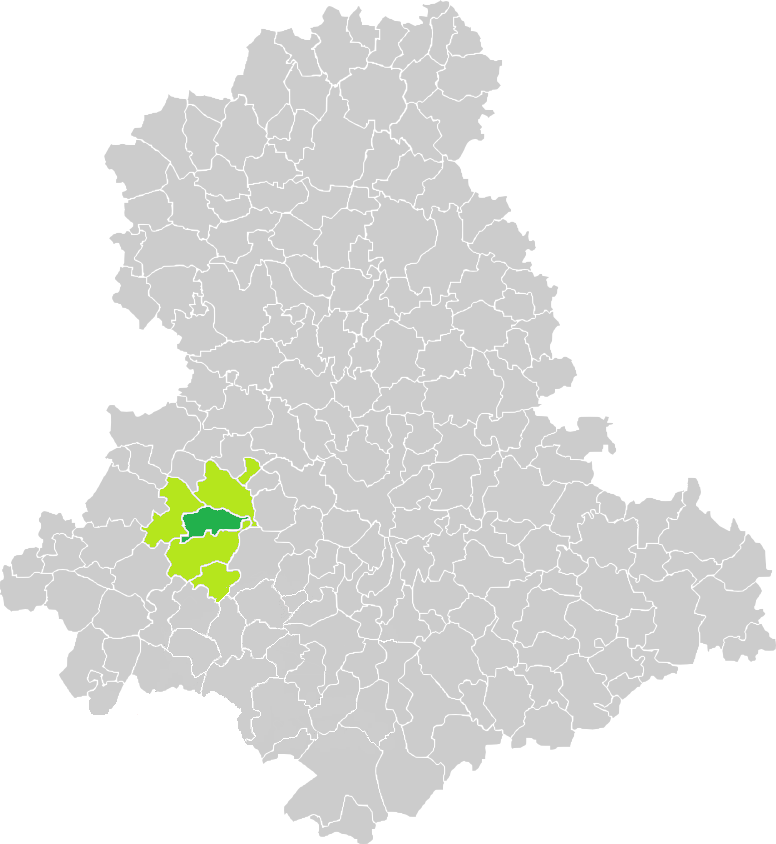
Situation de la commune de Saint-Cyr en Haute-Vienne.

Saint-Cyr est située dans le sud-ouest de la Haute-Vienne. La commune fait à peu près 7 km de long (est-ouest) et 3 km de large (nord-sud) et est traversée par la Gorre, un affluent de la Vienne.
Le bourg  de Saint-Cyr est implanté entre Saint-Laurent-sur-Gorre à 3,5 km et Saint-Junien à 14 km, Séreilhac à 12 km et Saint-Auvent à 3 km. Le hameau du Grand Vedeix se situe à 3 km du bourg.

### Communes limitrophes
Les communes limitrophes sont Cognac-la-Forêt, Saint-Auvent et Saint-Laurent-sur-Gorre.
| Saint-Martin-de-Jussac |                         | Cognac-la-Forêt |
| Saint-Auvent           | Saint-Cyr               |                 |
| Oradour-sur-Vayres     | Saint-Laurent-sur-Gorre |                 |

### Climat
Pour des articles plus généraux, voir Climat de la Nouvelle-Aquitaine et Climat de la Haute-Vienne.
Historiquement, la commune est exposée à un climat océanique limousin.  
En 2020, Météo-France publie une typologie des climats de la France métropolitaine dans laquelle la commune est exposée à un climat océanique altéré et est dans une zone de transition entre les régions climatiques « Poitou-Charentes » et « Ouest et nord-ouest du Massif Central ».
Pour la période 1971-2000, la température annuelle moyenne est de 11,2 °C, avec une amplitude thermique annuelle de 14,5 °C. Le cumul annuel moyen de précipitations est de 1 096 mm, avec 14,6 jours de précipitations en janvier et 8 jours en juillet. Pour la période 1991-2020, la température moyenne annuelle observée sur la station météorologique la plus proche, située sur la commune de Saint-Junien à 10,58 km à vol d'oiseau, est de 12,0 °C et le cumul annuel moyen de précipitations est de 957,1 mm,. Pour l'avenir, les paramètres climatiques de la commune estimés pour 2050 selon différents scénarios d'émission de gaz à effet de serre sont consultables sur un site dédié publié par Météo-France en novembre 2022.

## Urbanisme

### Typologie
Au 1er janvier 2024, Saint-Cyr est catégorisée commune rurale à habitat très dispersé, selon la nouvelle grille communale de densité à sept niveaux définie par l'Insee en 2022.
Elle est située hors unité urbaine. Par ailleurs la commune fait partie de l'aire d'attraction de Limoges, dont elle est une commune de la couronne,. Cette aire, qui regroupe 127 communes, est catégorisée dans les aires de 200 000 à moins de 700 000 habitants,.

### Occupation des sols
L'occupation des sols de la commune, telle qu'elle ressort de la base de données européenne d’occupation biophysique des sols Corine Land Cover (CLC), est marquée par l'importance des territoires agricoles (57,4 % en 2018), en diminution par rapport à 1990 (62,1 %). La répartition détaillée en 2018 est la suivante : 
forêts (39,5 %), zones agricoles hétérogènes (32,2 %), prairies (20,9 %), terres arables (4,3 %), zones urbanisées (1,5 %), milieux à végétation arbustive et/ou herbacée (1,5 %). L'évolution de l’occupation des sols de la commune et de ses infrastructures peut être observée sur les différentes représentations cartographiques du territoire : la carte de Cassini (XVIIIe siècle), la carte d'état-major (1820-1866) et les cartes ou photos aériennes de l'IGN pour la période actuelle (1950 à aujourd'hui).

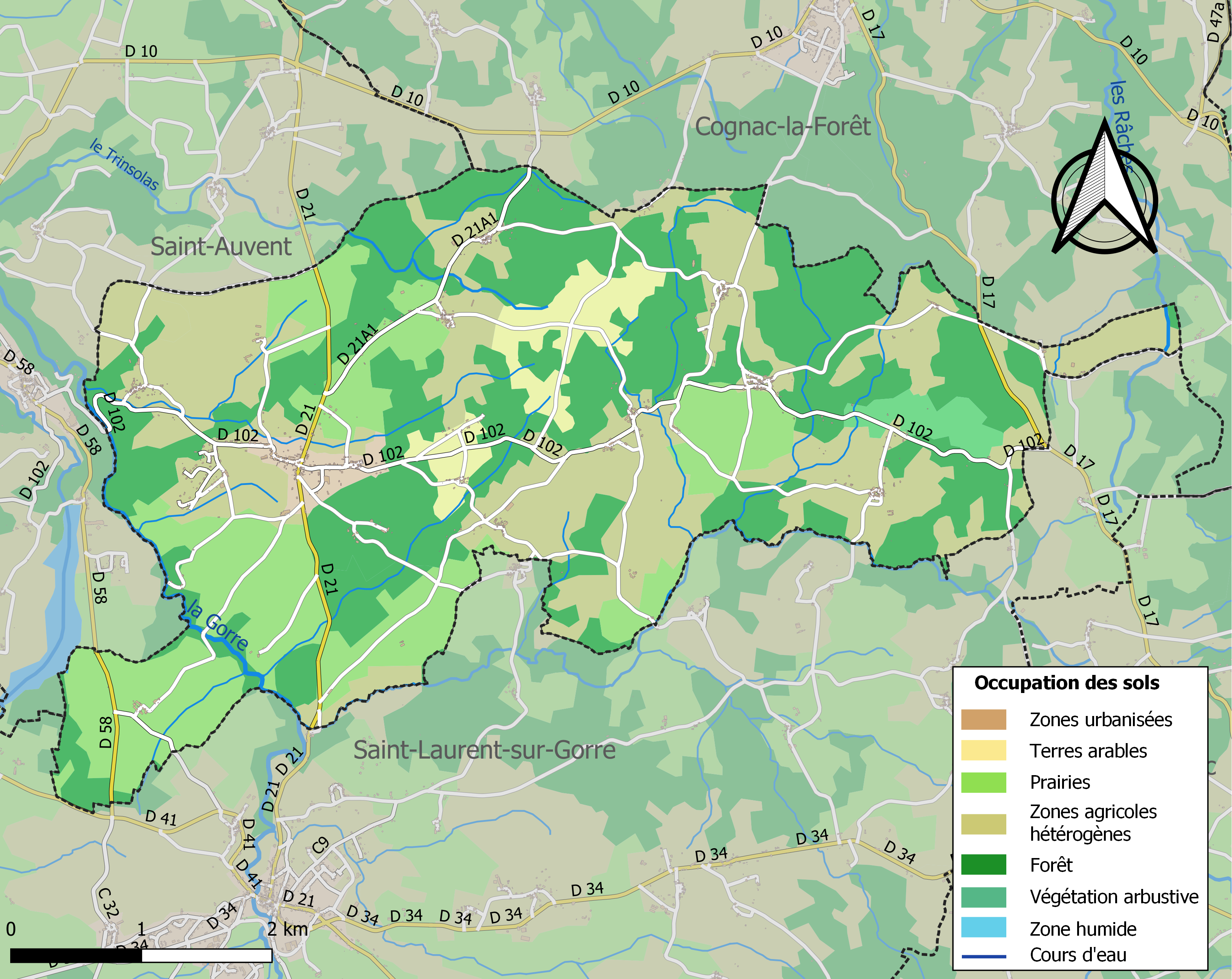
Carte des infrastructures et de l'occupation des sols de la commune en 2018 (CLC).

### Risques majeurs
Le territoire de la commune de Saint-Cyr est vulnérable à différents aléas naturels : météorologiques (tempête, orage, neige, grand froid, canicule ou sécheresse) et séisme (sismicité faible). Il est également exposé à un risque particulier : le risque de radon. Un site publié par le BRGM permet d'évaluer simplement et rapidement les risques d'un bien localisé soit par son adresse soit par le numéro de sa parcelle.

#### Risques naturels

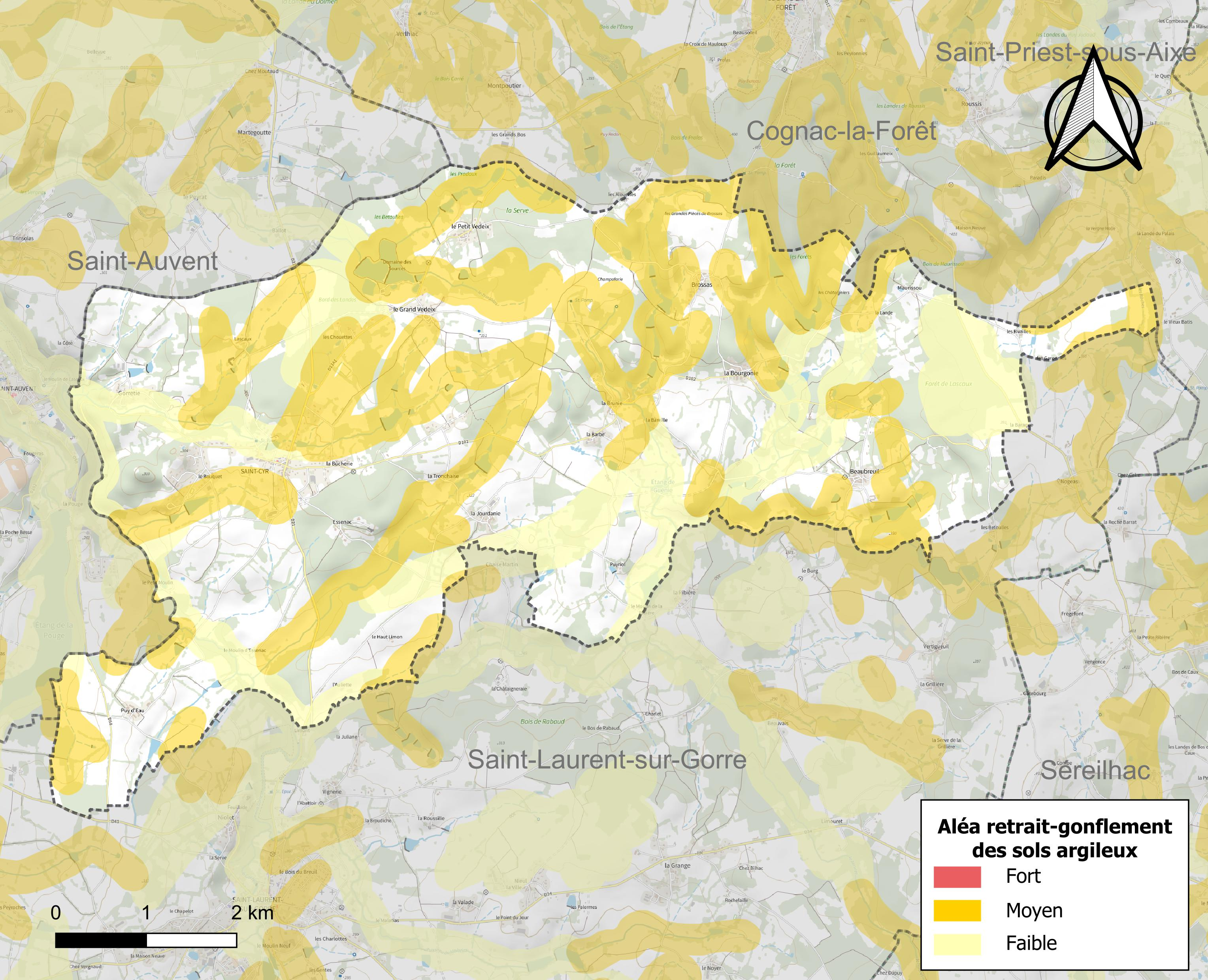
Carte des zones d'aléa retrait-gonflement des sols argileux de Saint-Cyr.

Le retrait-gonflement des sols argileux est susceptible d'engendrer des dommages importants aux bâtiments en cas d’alternance de périodes de sécheresse et de pluie. 37,5 % de la superficie communale est en aléa moyen ou fort (27 % au niveau départemental et 48,5 % au niveau national métropolitain). Depuis le 1er octobre 2020, en application de la loi ÉLAN, différentes contraintes s'imposent aux vendeurs, maîtres d'ouvrages ou constructeurs de biens situés dans une zone classée en aléa moyen ou fort,.
La commune a été reconnue en état de catastrophe naturelle au titre des dommages causés par les inondations et coulées de boue survenues en 1982 et 1999 et par des mouvements de terrain en 1999.

#### Risque particulier
Dans plusieurs parties du territoire national, le radon, accumulé dans certains logements ou autres locaux, peut constituer une source significative d’exposition de la population aux rayonnements ionisants. Selon la classification de 2018, la commune de Saint-Cyr est classée en zone 3, à savoir zone à potentiel radon significatif.

## Histoire

### Toponymie
La commune doit son nom à saint Cyr, jeune martyr chrétien du IVe siècle, fils de sainte Julitte.
Avant 1789, Saint-Cyr dépendait de la vicomté de Rochechouart, qui relevait elle-même administrativement de la province du Poitou. Aux XVIe – XVIIe siècles, le vicomte de Rochechouart était titré également seigneur de Saint Cyr et de Chaillac.

### LaSeconde Guerre mondiale
Oradour-sur-Glane, qui fut le théâtre du massacre perpétré le 10 juin 1944 par la Division SS Das Reich, n'est qu'à 25 km de Saint-Cyr.

## Blasonnement
|  | Les armoiries de Saint-Cyr se blasonnent ainsi : Écartelé: au 1er d'azur à l'église du lieu d'argent, au 2e fascé ondé d'argent et de gueules, au 3e de gueules à la main senestre d'argent appaumée en pal, au 4e d'azur à la bande d'argent chargée de trois étoiles de gueules. |

## Politique et administration
| Période                                  | Période      | Identité         | Étiquette      | Qualité |
| ---------------------------------------- | ------------ | ---------------- | -------------- | ------- |
| Les données manquantes sont à compléter. |              |                  |                |         |
| 1984                                     | 2008         | Sylvain Gauthier |                |         |
| mars 2008                                | 5 avril 2014 | Philippe Pèlerin |                |         |
| 5 avril 2014                             | en cour      | Louis Furlaud    | Sans étiquette |         |

## Démographie
L'évolution du nombre d'habitants est connue à travers les recensements de la population effectués dans la commune depuis 1793. Pour les communes de moins de 10 000 habitants, une enquête de recensement portant sur toute la population est réalisée tous les cinq ans, les populations de référence des années intermédiaires étant quant à elles estimées par interpolation ou extrapolation. Pour la commune, le premier recensement exhaustif entrant dans le cadre du nouveau dispositif a été réalisé en 2008.

En 2022, la commune comptait 676 habitants, en évolution de −3,43 % par rapport à 2016 (Haute-Vienne : −0,68 %, France hors Mayotte : +2,11 %).
| 1793  | 1800  | 1806  | 1821  | 1831  | 1836  | 1841  | 1846  | 1851  |
| ----- | ----- | ----- | ----- | ----- | ----- | ----- | ----- | ----- |
| 1 120 | 1 024 | 1 091 | 1 201 | 1 251 | 1 253 | 1 305 | 1 294 | 1 264 |

| 1856  | 1861  | 1866  | 1872  | 1876  | 1881  | 1886  | 1891  | 1896  |
| ----- | ----- | ----- | ----- | ----- | ----- | ----- | ----- | ----- |
| 1 266 | 1 215 | 1 135 | 1 087 | 1 083 | 1 134 | 1 194 | 1 236 | 1 286 |

| 1901  | 1906  | 1911  | 1921 | 1926 | 1931 | 1936 | 1946 | 1954 |
| ----- | ----- | ----- | ---- | ---- | ---- | ---- | ---- | ---- |
| 1 202 | 1 207 | 1 141 | 925  | 870  | 830  | 792  | 725  | 677  |

| 1962 | 1968 | 1975 | 1982 | 1990 | 1999 | 2006 | 2008 | 2013 |
| ---- | ---- | ---- | ---- | ---- | ---- | ---- | ---- | ---- |
| 651  | 557  | 531  | 543  | 560  | 616  | 684  | 704  | 725  |

| 2018 | 2022 | - | - | - | - | - | - | - |
| ---- | ---- | - | - | - | - | - | - | - |
| 685  | 676  | - | - | - | - | - | - | - |

## Lieux

### Lieux de vie et activités
Le bourg comprend : une école rénovée à la fin des années 90, et équipée de panneaux photos voltaïques sous le mandat de monsieur Pèlerin, une épicerie, un bar-tabac, un restaurant, un salon de coiffure et un chauffagiste.
La commune abrite une usine du groupe Oxymétal (découpe de matériaux).

### Lieux et monuments
- La Croix du Petit-Vedeix à Saint-Cyr : Croix monumentale époque de construction : 3e quart XVIIe siècle année : 1659. Propriété de la commune…
- L'église Saint-Cyr, exemple d'architecture romane et gothique du Limousin avec un portail aux voussures limousines, arcs en plein cintre, contreforts et des génoises, frises de tuiles superposées soutenant le bord du toit.
- Trois châteaux, tous des propriétés privées
- L'étang du Bouquet
- Les vestiges d'une voie gallo-romaine (près de Gorretie)

## Personnalités liées à la commune

### Famille Gainsbourg
En 1944, à 3 km du bourg de Saint-Cyr, le discret hameau du Grand Vedeix a offert le refuge à la famille de Serge Gainsbourg (1928-1991) qui fuyait les rafles antisémites.
Au début de l'Occupation, son père, Joseph Ginsburg (1896-1971), pianiste, et sa mère, Olia Besman (1894-1985), chanteuse au Conservatoire russe de Paris et leurs trois enfants, l'aînée, Jacqueline, (18 ans), leurs deux faux-jumeaux de 16 ans, Liliane et Lucien (Serge Gainsbourg), ont quitté le quartier populaire du IXe arrondissement où ils s'étaient installés après avoir fui  le bolchevisme et l'antisémitisme russe en 1919. Après s'être réfugiés un temps dans la Sarthe, ils se réfugient en Haute-Vienne, le père ayant réussi à trouver un temps un travail de musicien à Limoges. Puis ils se sont clandestinement installés dans ce village de la Haute-Vienne. La famille séjourne dans la commune, change d'identité en prenant le nom de « Guimbard » (qui inspirera sans doute plus tard son personnage double de « Gainsbarre »).
Peu avant, à 14 ans, Serge Gainsbourg est obligé de porter l'étoile jaune (« Une étoile de shérif », dira-t-il plus tard par dérision). Il a même dû se cacher trois jours durant dans une forêt pour échapper aux rafles des SS qui déportaient les juifs à Auschwitz…
Comme il le rappela souvent, le Grand Vedeix se trouvait aussi à quelques lieues du drame d'Oradour-sur-Glane, le 10 juin 1944.

## Pour approfondir